# Phlebodium decumanum
A Phlebodium decumanum a valódi páfrányok (Pteridopsida) osztályának édesgyökerű páfrányok (Polypodiales) rendjébe, ezen belül az édesgyökerű páfrányfélék (Polypodiaceae) családjába tartozó faj.

## Előfordulása
A Phlebodium decumanum előfordulási területe Dél-Amerika, Közép-Amerika és az Amerikai Egyesült Államok déli része. Talán az Antarktiszon és a Madeira-szigeteken is észlelték.
Dísznövényként többfelé termesztik.